# Thrixspermum
Thrixspermum är ett släkte av orkidéer. Thrixspermum ingår i familjen orkidéer.

## Bildgalleri

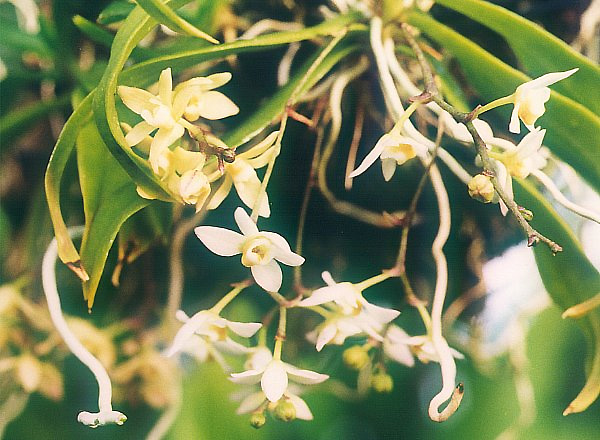

## Dottertaxa tillThrixspermum, i alfabetisk ordning[1]
- Thrixspermum aberrans
- Thrixspermum acuminatissimum
- Thrixspermum acutilobum
- Thrixspermum affine
- Thrixspermum agamense
- Thrixspermum agusanense
- Thrixspermum amesianum
- Thrixspermum amplexicaule
- Thrixspermum anceps
- Thrixspermum ancoriferum
- Thrixspermum angustatum
- Thrixspermum angustifolium
- Thrixspermum annamense
- Thrixspermum arachnitiforme
- Thrixspermum aurantiacum
- Thrixspermum borneense
- Thrixspermum brevibracteatum
- Thrixspermum brevicapsularis
- Thrixspermum brevicaule
- Thrixspermum brevipes
- Thrixspermum bromeliforme
- Thrixspermum brunnescens
- Thrixspermum calceolus
- Thrixspermum canaliculatum
- Thrixspermum carinatifolium
- Thrixspermum carnosum
- Thrixspermum celebicum
- Thrixspermum centipeda
- Thrixspermum cerinum
- Thrixspermum ciliatum
- Thrixspermum clavatum
- Thrixspermum clavilobum
- Thrixspermum collinum
- Thrixspermum complanatum
- Thrixspermum congestum
- Thrixspermum conigerum
- Thrixspermum cootesii
- Thrixspermum cordulatum
- Thrixspermum corneri
- Thrixspermum crassifolium
- Thrixspermum crassilabre
- Thrixspermum crescentiforme
- Thrixspermum cymboglossum
- Thrixspermum denticulatum
- Thrixspermum doctersii
- Thrixspermum duplocallosum
- Thrixspermum elmeri
- Thrixspermum elongatum
- Thrixspermum erythrolomum
- Thrixspermum eximium
- Thrixspermum fantasticum
- Thrixspermum filifolium
- Thrixspermum fimbriatum
- Thrixspermum flaccidum
- Thrixspermum fleuryi
- Thrixspermum formosanum
- Thrixspermum fragrans
- Thrixspermum fuscum
- Thrixspermum gombakense
- Thrixspermum gracilicaule
- Thrixspermum graeffei
- Thrixspermum grandiflorum
- Thrixspermum hiepii
- Thrixspermum hystrix
- Thrixspermum incurvicalcar
- Thrixspermum indragiriense
- Thrixspermum infractum
- Thrixspermum inquinatum
- Thrixspermum integrum
- Thrixspermum iodochilus
- Thrixspermum japonicum
- Thrixspermum javanicum
- Thrixspermum kjellbergii
- Thrixspermum lampongense
- Thrixspermum latifolium
- Thrixspermum latisaccatum
- Thrixspermum laurisilvaticum
- Thrixspermum leucarachne
- Thrixspermum ligulatum
- Thrixspermum linearifolium
- Thrixspermum lombokense
- Thrixspermum longicauda
- Thrixspermum longilobum
- Thrixspermum longipilosum
- Thrixspermum loogemanianum
- Thrixspermum lucidum
- Thrixspermum luciferum
- Thrixspermum maculatum
- Thrixspermum malayanum
- Thrixspermum mergitiferum
- Thrixspermum merguense
- Thrixspermum montanum
- Thrixspermum musciflorum
- Thrixspermum obtusum
- Thrixspermum odoratum
- Thrixspermum pardale
- Thrixspermum patens
- Thrixspermum pauciflorum
- Thrixspermum pensile
- Thrixspermum pinocchio
- Thrixspermum platycaule
- Thrixspermum platystachys
- Thrixspermum poilanei
- Thrixspermum ponapense
- Thrixspermum psiloglottis
- Thrixspermum pugionifolium
- Thrixspermum pulchellum
- Thrixspermum pulchrum
- Thrixspermum punctatum
- Thrixspermum purpurascens
- Thrixspermum pusillum
- Thrixspermum pygmaeum
- Thrixspermum quinquelobum
- Thrixspermum raciborskii
- Thrixspermum recurvum
- Thrixspermum remotiflorum
- Thrixspermum ridleyanum
- Thrixspermum robinsonii
- Thrixspermum roseum
- Thrixspermum rostratum
- Thrixspermum saccatum
- Thrixspermum sagoense
- Thrixspermum samarindae
- Thrixspermum sarawakense
- Thrixspermum sarcophyllum
- Thrixspermum saruwatarii
- Thrixspermum scopa
- Thrixspermum scortechinii
- Thrixspermum simum
- Thrixspermum squarrosum
- Thrixspermum stelidioides
- Thrixspermum subteres
- Thrixspermum subulatum
- Thrixspermum sumatranum
- Thrixspermum sutepense
- Thrixspermum tahanense
- Thrixspermum tenuicalcar
- Thrixspermum teretifolium
- Thrixspermum torajaense
- Thrixspermum tortum
- Thrixspermum triangulare
- Thrixspermum trichoglottis
- Thrixspermum tsii
- Thrixspermum tylophorum
- Thrixspermum validum
- Thrixspermum walkeri
- Thrixspermum vanoverberghii
- Thrixspermum warianum
- Thrixspermum weberi
- Thrixspermum wenzelii
- Thrixspermum williamsianum
- Thrixspermum xantholeucum
- Thrixspermum xantholomum
- Thrixspermum zollingeri